# Samuel Dieudonné Ivaha Diboua
Samuel Dieudonné Ivaha Diboua, né le 23 mai 1962 à Ngaoundéré est un gouverneur camerounais. 

## Biographie
Il est nommé gouverneur de la région de l'Ouest le 5 février 2010. Il devient ensuite en avril 2012 gouverneur de la région de l'Est et est gouverneur de la région du Littoral depuis octobre 2015.